# Zastava M90
O Zastava M90 é um fuzil de assalto desenvolvido e produzido pela Zastava Arms na Sérvia (antiga República Socialista da Sérvia, Iugoslávia). Foi desenvolvido a partir do fuzil de assalto Zastava M70, uma cópia modificada do AKM soviético, mas com um quebra-chamas do tipo ocidental adicionado na extremidade do cano, com câmara para o calibre ocidental 5,56×45mm NATO, e com um projeto de carregador diferente, semelhante a um carregador STANAG.
O M90 pretendia substituir o M70 no Exército Iugoslavo, mas a dissolução da Iugoslávia interrompeu a produção e a arma hoje permanece rara e nunca foi usada formalmente.

## Visão geral
O Zastava M90 é a versão modificada do Zastava M80, ele próprio uma versão do Zastava M70 (com câmara para o cartucho ocidental 5,56×45mm NATO), também vem com um quebra-chamas e um projeto de carregador diferente, o que significa que, como seu antecessor, o M90 é um AKM soviético modificado. É uma arma operada a gás, resfriada a ar e alimentada por carregador, disparada no ombro com capacidade de fogo seletivo e, como o M70, pode lançar granadas de bocal e tem uma mira de granada de bocal adicionada no tubo de gás, em vez de um lança-granadas sob o cano como em a maioria das outras variantes do AK. Também incorpora o sistema de gás ajustável dos seus primos M76, M77 e B1, sendo a terceira posição de gás o corte de gás para granadas.
Como todas as variantes do AK produzidas pela Zastava, o M90 pode ser identificado a partir dos originais por seu projeto de guarda-mão inferior de madeira mais longo, que possui três aberturas de ventilação, sem protuberância e, como a coronha, é feito de diferentes tipos de madeira. Além disso, devido ao uso de munição ocidental, este modelo em particular também possui um projeto de carregador diferente, semelhante ao ocidental STANAG e um tipo ocidental de quebra-chamas, semelhante ao usado no fuzil de assalto americano M16. Como nos outros Zastava AK, esse recurso de três respiradouros proporciona ao M90 menor superaquecimento quando comparado aos originais, mas o cartucho ocidental, neste caso, reduz ligeiramente a confiabilidade.

## Variantes
- Zastava M90 – Variante padrão com coronha fixa de madeira.
- Zastava M90A - Variante com coronha fixa de madeira sendo substituída por coronha metálica dobrável para baixo estilo AKMS.
- Zastava M90NP – Variante com coronha fixa de polímero e adaptador de polímero adicionado para aceitar carregadores estilo AR15.
- Zastava M85 – Carabina; variante encurtada do fuzil de assalto M90A.
- Zastava USA M90 – Variante projetada para importação para os Estados Unidos. Vem com um bloco de gás ajustável, coronha dobrável lateralmente e novos carregadores de polímero.[2] Tem comprimento de cano de 464 mm e peso descarregado de 3,92 kg.[3]